# 住田裕子
住田 裕子（すみた ひろこ、1951年〈昭和26年〉6月21日 - ）は、日本の弁護士（登録番号:24981）、H.S&P法律事務所所属。第一東京弁護士会所属。兵庫県加古川市出身。
元検事。獨協大学特任教授、日本中央競馬会（JRA）経営委員（2008年3月16日 - ）。東京スター銀行社外取締役を歴任した後、現在では、内閣府、総務省、防衛省などの審議会委員・会長を務めるほか、NPO法人長寿安心会の代表理事である。タレント（講演・テレビ出演等）の業務については、マネジメント業務を株式会社H.S&Pに委ねている。

## 来歴
生家は自転車の卸商で3人きょうだいの第1子として生まれる。加古川市立加古川中学校、兵庫県立加古川東高等学校を経て東京大学法学部第1類（私法コース）卒業。東京地方検察庁検事時代には草加事件主任検事、他に大阪地方検察庁等の検事、法務省民事局付検事、司法研修所教官、法務大臣秘書官事務取扱などを経て1996年3月31日に法務省訟務局付検事を最後に退官、同年弁護士となった。夫の住田邦生も元検事の弁護士で、夫との間に2子あり。
退官後は『行列のできる法律相談所』などのテレビ番組に出演する一方で、本業では主に女性を中心とした不当差別・ハラスメント問題や、男女共同参画などに取り組んでいる。2003年 - 2006年獨協大学特任教授。
弁護士の資格を活かし、関西地区の企業等の役員としても活動。関西を本拠とする学校・塾などの教育事業を展開する株式会社ウィザス（JASDAQ上場）の社外監査役、また兵庫県加古川市を創業の地とし、現在も製造・研究拠点を置くハリマ化成（東証プライム上場）創業者が設立した公益財団法人松籟科学技術振興財団の監事等に就任している。厚生労働省「雇用・能力開発機構のあり方検討会」委員も務めた。
2008年3月16日付で日本中央競馬会（JRA）経営委員会委員に就任した。
2009年9月1日に発足した消費者庁に対する監視機関である消費者委員会の委員長への就任が決定していたが、弁護士会や消費者団体から住田は消費者問題の専門家ではなく不適切であるとの意見があり、さらにある委員会の準備参与からは互選で選ばれるはずの委員長が既に決定していることに疑問の声が上がり、消費者庁設立前日になって「一身上の都合」により就任を辞退。松本恒雄（一橋大学教授、日本消費者法学会初代理事長）が委員長に就任した。
障害者団体向け割引郵便制度悪用事件で、虚偽有印公文書作成・同行使罪で起訴された村木厚子をめぐり、堂本暁子らと共に、2009年7月9日に厚労省を訪れ、「無実の村木の解放を求めます」などとする声明を発表した。

## 裁判
- 2006年11月15日、ダイエット方法について虚偽の記事や「スブタ弁護士」などと書かれ精神的苦痛を受けたとして、「女性セブン」を発行する小学館に謝罪文掲載と300万円の賠償を求める訴訟を東京地裁に起こした。小学館は一審敗訴で控訴・上告したが2009年9月25日、最高裁第2小法廷（裁判長裁判官・中川了滋）は上告を棄却。住田が10万円の賠償命令を勝ち取る[8]。但し、「酢豚弁護士」と言い出したのは、行列出演時に磯野貴理子と島田紳助にイジられた時である。

## 出演

### テレビ
レギュラー出演
- かんさい情報ネットten. （読売テレビ）

準レギュラー・不定期出演
- アッコにおまかせ!（TBSテレビ）
- 情報ライブ ミヤネ屋（読売テレビ）
- Live News it!（フジテレビ)

過去に出演した番組
- 1977年、テレビ朝日『欽ちゃんのどこまでやるの!?』に「造田裕子」の名で出演。
- 土曜一番!花やしき （フジテレビ）
- ベストタイム 月曜日「あなたのトラブル計算します」（TBS）
- ザ!情報ツウ 月曜日（日本テレビ）
- 2時ワクッ! 火曜日（関西テレビ）
- クイズ$ミリオネア （フジテレビ）
- 24時間テレビ 「愛は地球を救う」（日本テレビ）
- SMAP×SMAP（関西テレビ・フジテレビ）
- ニッポン人が好きな100人の偉人（美女編）（日本テレビ）:卑弥呼役
- おしゃれイズム（日本テレビ）
- ザ!世界仰天ニュース（日本テレビ）
- 世界一受けたい授業（日本テレビ）
- 社会科ナゾ解明TVひみつのアラシちゃん! （TBS）
- 情報7days ニュースキャスター （TBS）: 2008年11月22日 渡辺えりの代役
- 水曜ノンフィクション （TBS）: 2008年12月3日
- 徳光和夫の感動再会"逢いたい"（TBS）
- FNNスーパーニュースアンカー 火曜コメンテーター（関西テレビ）:番組開始 - 2009年3月
- 行列のできる法律相談所（日本テレビ、2011年11月20日放送分まで[9]）
  - 司法研修所教官時代、担当クラスとは別のクラスに、『行列』で共演することになる橋下徹（前・大阪市長）が修習生として在籍していたという。
- スッキリ!! 月曜日（日本テレビ）さ
- モーニングバード 月曜日 (テレビ朝日)
- 羽鳥慎一モーニングショー 月曜日（テレビ朝日）
- あさチャン! 金曜日・週替わり→木曜日ニュースコメンテーター（TBSテレビ）

ゲーム
- 行列のできる法律相談所（ニンテンドーDS、バンダイナムコゲームス・バンダイレーベル）

## 著書

### 単著
- 『住田裕子の離婚相談所―離婚のすすめ方と手続きがすべてわかる本』 現代書林 2007年 ISBN 477451036X

### 共著
- 『新貸金3法Q&A―改正貸金業・出資・利息制限法の解説』山川一陽,住田裕子,根田正樹共著 弘文堂 2000年 ISBN 4335352107
- 『行列のできる法律相談書』（北村晴男,橋下徹,住田裕子,丸山和也共著）日本テレビ放送網 2003年 ISBN 4820398679
- 『Q&A貸金3法ハンドブック』山川一陽,住田裕子,根田正樹共著 弘文堂 2005年 ISBN 4335353332
- 『住田裕子の老後安心相談所』住田裕子編 國谷玲子,和泉昭子共著 日本経済新聞出版社 2009年 ISBN 4532166845
- 『シニア六法』住田裕子監修・著　株式会社KADOKAWA 2020年 ISBN 978-4-04-604800-4 C0032